# Joe Carter
Joe Carter é um ex-jogador profissional de beisebol norte-americano.

## Carreira
Joe Carter foi campeão das Séries Mundiais de 1992 e 1993 jogando pelo Toronto Blue Jays. Na série de partidas decisivas de 1993, sua equipe venceu o Philadelphia Phillies por 4 jogos a 2.  No jogo número 6, com o placar de 6 a 5 para o Philles na nona entrada, Carter conseguiu efetuar um home run de três corridas, terminando assim a partida (walk-off home-run) com o placar de 8 a 6 e dando o segundo título ao Blue Jays. 